# Goms (distrikt)
Bezirk Goms är ett av de 14 distrikten i kantonen Valais i Schweiz. Distriktet ligger i Oberwallis, den tyskspråkiga delen av kantonen.

## Indelning
Distriktet består av åtta kommuner:
| Vapen       | Namn        | Invånare 2023-12-31 | Yta i km² |
| ----------- | ----------- | ------------------- | --------- |
| Bellwald    | Bellwald    | 349                 | 13,96     |
| Binn        | Binn        | 123                 | 65,09     |
| Ernen       | Ernen       | 550                 | 35,37     |
| Fiesch      | Fiesch      | 912                 | 11,04     |
| Fieschertal | Fieschertal | 359                 | 172,81    |
| Goms        | Goms        | 1 157               | 129,59    |
| Lax         | Lax         | 336                 | 5,41      |
| Obergoms    | Obergoms    | 640                 | 155,93    |